# 이스트킬브라이드

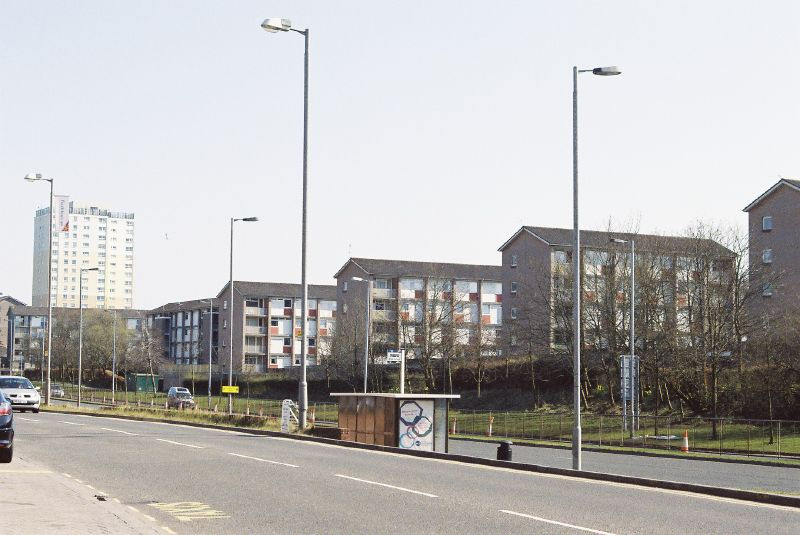
이스트킬브라이드

이스트킬브라이드(East Kilbride)는 사우스래너크셔의 도시로, 인구는 73,796명이다.